# 57-й гвардейский истребительный авиационный полк
57-й гвардейский истребительный авиационный Краснознамённый полк (57-й гв. иап) — воинская часть Военно-воздушных сил (ВВС) РККА, принимавшая участие в боевых действиях Великой Отечественной войны.

## Наименования полка
За весь период своего существования полк несколько раз менял своё наименование:
- 36-й истребительный авиационный полк;
- 57-й гвардейский истребительный авиационный полк;
- 57-й гвардейский истребительный авиационный Краснознамённый полк;
- 991-й истребительный авиационный полк;
- Полевая почта 42048.

## Создание полка
57-й гвардейский истребительный авиационный полк образован 8 февраля 1943 года путём переименования 36-го истребительного авиационного полка в гвардейский за образцовое выполнение боевых задач и проявленные при этом мужество и героизм на основании Приказа НКО СССР.

## В действующей армии
В составе действующей армии:

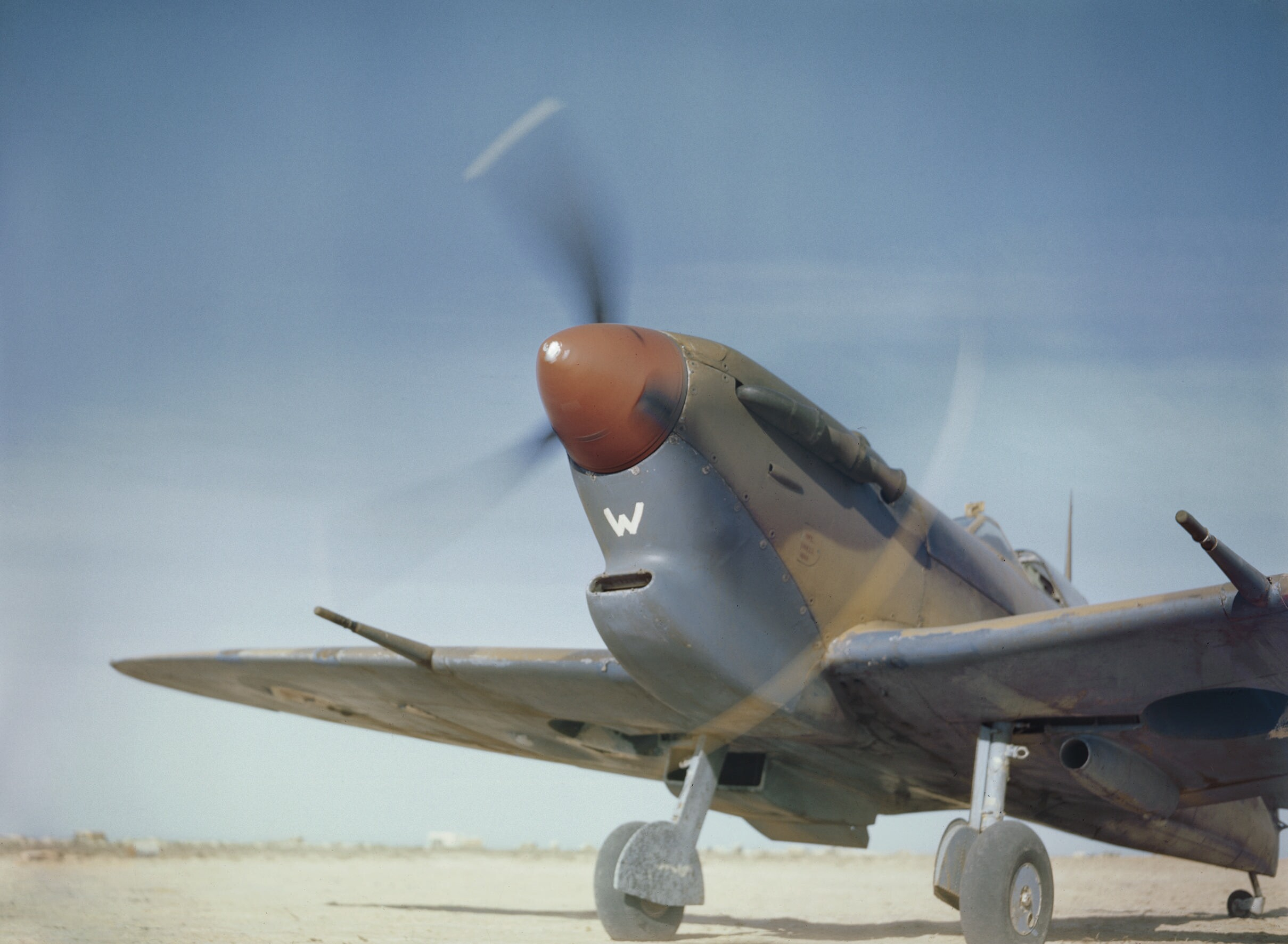
Supermarine Spitfire V

- с 25 апреля 1943 года по 6 мая 1944 года, итого — 377 дней,
- с 3 декабря 1944 года по 9 мая 1945 года, итого — 157 дней.

Всего 534 дня.

## Командиры полка
- майор, подполковник Осипов Александр Алексеевич[3], 06.1941 — 24.10.1943.
- майор Сидоров Василий Емельянович[3], 24.10.1943 — 27.12.1944.
- майор Беркутов Александр Ма ксимович[3], 06.01.1945 — 31.12.1945.    Полковники Адомайтис, Смирнов ВИ,  а с 1975 по 1978 г п/ п-к Шех АГ.

## В составе соединений и объединений
| Период        | Фронт (округ)               | армия                        | корпус                                     | дивизия                                                            | примечание                                                       |
| ------------- | --------------------------- | ---------------------------- | ------------------------------------------ | ------------------------------------------------------------------ | ---------------------------------------------------------------- |
| 08.02.1943 г. | Закавказский фронт          |                              |                                            | 25-й запасной истребительный авиационный полк                      | г. Аджикабул АзССР, полк переименован в гвардейский, Спитфайер-V |
| 25.04.1943 г. | Северо-Кавказский фронт     | 4-я воздушная армия          |                                            | 216-я смешанная авиационная дивизия                                | Спитфайер-V                                                      |
| 30.06.1943 г. | Северо-Кавказский фронт     | 4-я воздушная армия          |                                            | 6-й отдельный учебно-тренировочный истребительный авиационный полк | Аэрокобра                                                        |
| 11.09.1943 г. | Северо-Кавказский фронт     | 4-я воздушная армия          |                                            | 329-я истребительная авиационная дивизия                           | Аэрокобра                                                        |
| 20.11.1943 г. | Отдельная приморская армия  | 4-я воздушная армия          |                                            | 329-я истребительная авиационная дивизия                           | Аэрокобра                                                        |
| 07.05.1944 г. | Отдельная приморская армия  | 4-я воздушная армия          |                                            | 329-я истребительная авиационная дивизия                           | переформирован по новому штату, Аэрокобра                        |
| 20.05.1944 г. | Харьковский военный округ   | Резерв ВГК                   |                                            | 329-я истребительная авиационная дивизия                           | Аэрокобра                                                        |
| 19.07.1944 г. | Харьковский военный округ   | Резерв ВГК                   |                                            | 329-я истребительная авиационная дивизия                           | в оперативном подчинении 320-й иад, Аэрокобра                    |
| 03.12.1944 г. | 2-й Белорусский фронт       | 4-я воздушная армия          |                                            | 329-я истребительная авиационная дивизия                           | Аэрокобра                                                        |
| 09.05.1945 г. | 2-й Белорусский фронт       | 4-я воздушная армия          |                                            | 329-я истребительная авиационная дивизия                           | Аэрокобра                                                        |
| 10.06.1945 г. | Северная группа войск       | 4-я воздушная армия          |                                            | 329-я истребительная авиационная дивизия                           | Аэрокобра                                                        |
| 19.01.1946 г. | Прибалтийский военный округ | 15-я воздушная армия         | 11-й истребительный авиационный корпус     | 5-я гвардейская истребительная авиационная дивизия                 | в связи с расформированием 329-й иад, Аэрокобра                  |
| 01.08.1946 г. | Прибалтийский военный округ | 15-я воздушная армия         | 11-й истребительный авиационный корпус     | 5-я гвардейская истребительная авиационная дивизия                 | Кингкобра                                                        |
| 09.01.1949 г. | Московский округ ПВО        |                              | 33-й истребительный авиационный корпус ПВО | 5-я гвардейская истребительная авиационная дивизия                 | Калининская область, Кингкобра Р-63                              |
| 10.01.1949 г. | Московский округ ПВО        |                              | 88-й истребительный авиационный корпус ПВО | 151-я гвардейская истребительная авиационная дивизия               | Калининская область, Кингкобра Р-63                              |
| 1950 г.       | Московский округ ПВО        |                              | 88-й истребительный авиационный корпус ПВО | 328-я истребительная авиационная дивизия                           | Калининская область, Кингкобра Р-63                              |
| 02.1951 года  |                             | Объединённая воздушная армия |                                            | 328-я истребительная авиационная дивизия                           | Мукден, Китай, МиГ-15, МиГ-17                                    |
| 1953 г.       | Московский округ ПВО        |                              | 88-й истребительный авиационный корпус ПВО | 328-я истребительная авиационная дивизия                           | Калининская область, МиГ-15, МиГ-17                              |
| 1955 г.       | Московский округ ПВО        |                              | 88-й истребительный авиационный корпус ПВО | 50-я истребительная авиационная дивизия                            | Калининская область, МиГ-15, МиГ-17                              |
| 10.02.1958 г. | Московский округ ПВО        |                              | 88-й истребительный авиационный корпус ПВО | 20-я истребительная авиационная дивизия                            | Калининская область, МиГ-15, МиГ-17                              |
| 01.06.1978 г. | Московский округ ПВО        |                              | 18-й истребительный авиационный корпус ПВО |                                                                    | расформирован                                                    |

## Участие в операциях и битвах
- Великая Отечественная война (1943—1945):
  - Воздушные сражения на Кубани — с апреля по июнь 1943 года;
  - Керченско-Эльтигенская десантная операция — с 31 октября 1943 года по 11 декабря 1943 года;
  - Крымская наступательная операция — с 8 апреля 1944 года по 12 мая 1944 года;
  - Восточно-Прусская операция — с 13 января 1945 года по 25 апреля 1945 года;
  - Млавско-Эльбингская операция — с 14 января 1945 года по 26 января 1945 года;
  - Восточно-Померанская операция — с 10 февраля 1945 года по 4 апреля 1945 года;
  - Берлинская операция — с 16 апреля 1945 года по 8 мая 1945 года.
- Война в Корее (1951—1953)

## Награды
За образцовое выполнение заданий командования в боях с немецкими захватчиками при овладении городами Тчев (Диршау), Вейхарово (Нойштадт), Пуцк (Путциг) и проявленные при этом доблесть и мужество 57-й гвардейский истребительный авиационный полк Указом Президиума Верховного Совета СССР от 26 апреля 1945 года награждён орденом Боевого Красного Знамени.

## Отличившиеся воины полка
- Эмиров Валентин Аллахиярович, командир эскадрильи 36-го истребительного авиационного полка, капитан, находясь в должности командира 926-го истребительного авиационного полка, Указом Верховного Совета СССР 13 декабря 1942 года удостоен звания Героя Советского Союза (посмертно).
- Азаров Сергей Семёнович, заместитель командира эскадрильи 57-го гвардейского истребительного авиационного полка 216-й смешанной авиационной дивизии 4-й воздушной армии Северо-Кавказского фронта, Указом Верховного Совета СССР 2 сентября 1943 года удостоен звания Героя Советского Союза (посмертно).

## Благодарности Верховного Главнокомандующего
- За овладение городом Алленштайн[5].
- За овладение городами Тчев, Вейхерово и Пуцк[6].
- За овладение городом и крепостью Гданьск[7].
- За овладение городами Анклам, Фридланд, Нойбранденбург, Лихен[8].
- За овладение портом и военно-морской базой Свинемюнде[9].
- За овладение островом Рюген[10].

## Статистика боевых действий
Всего за годы Великой Отечественной войны полком:
| Выполнено боевых вылетов | Сбито самолётов в воздухе | Уничтожено самолётов всего |
| ------------------------ | ------------------------- | -------------------------- |
| 10633                    | 190                       | 216                        |

Свои потери:
| Потеряно самолётов, всего | Погибло лётчиков всего |
| ------------------------- | ---------------------- |
| 76                        | 50                     |

## Базирование полка
- Гросс Козлово , Германия, 1945
- Габберт, Германия, 1945
- Клютцов, Польша, 7.5.45
- Пенемюнде, Германия, 14.5.45 — 6.45
- Быдгощ, Польша, 6.45 — 1.46
- Калининград-Чкаловск, Калининградская область, 1.46 — 9.48
- Клин, Московская область, 9.48 — 1950
- Елец, Липецкая область, 1950 — 10.50
- Мукден, Китай, 10.50 — 1953
- Елец, Липецкая область, 1953—1955
- Вещево, Ленинградская область, 1955 — 6.78